# 共和主义
共和主义（英語：Republicanism）是一个模糊的政治概念，指通过创建共和国来治理的社会，其中最关键的几个特征为：
1. 人民不是君主或独裁者的附属品。
2. 人民意识形态上认知国家事务为公共事务。
3. 有某种有实际效力的法律限制政府权力，并保护人民的基本权利[1]。

由民主投票机制选出执政者的政体又称为民主共和制。
有绝对实际力量的基本法「宪法」来约束政府权力，和保护人民基本权利的政体又称为共和立憲制。
当宪法只有部分力量，或因为宪法本身不清晰，而行政者、长官或各部门主管机关有法律解释权，并且许多时候可以无视、扭曲或用行政命令凌驾在法律之上的政体，称为专制共和政体。
共和主义的概念最早产生于公元前6世纪的罗马共和国。目前，世界上大部分国家都实行某种程度上的共和制。